# Sixten Flach
Sixten Axel Flach, född 6 juni 1826 i Holms församling, Älvsborgs län, död 4 oktober 1902 på Svensksund i Konungsunds församling, Östergötlands län, var en svensk militär, godsägare och politiker. Han var sonson till Johan Fredrik Flach och far till Wilhelm Flach. 
Flach blev underlöjtnant vid Första livgrenadjärregementet 1846 och löjtnant 1849. Han var kompaniofficer vid Krigsakademien på Karlberg 1850–1855. Flach befordrades till kapten vid regementet 1862 och till major i armén 1871. Han beviljades avsked ur krigstjänsten 1872 och blev kabinettskammarherre 1873. Flach var nämndeman. Han var ledamot av Ridderskapet och adeln 1850–1851, 1853–1854 och 1862–1863 samt ledamot av första kammaren 1888–1897, invald i Östergötlands läns valkrets.